# Blepharis trispina
Blepharis trispina är en akantusväxtart som beskrevs av Diana Margaret Napper. Blepharis trispina ingår i släktet Blepharis och familjen akantusväxter. Inga underarter finns listade i Catalogue of Life.